# Letná-Standseilbahn

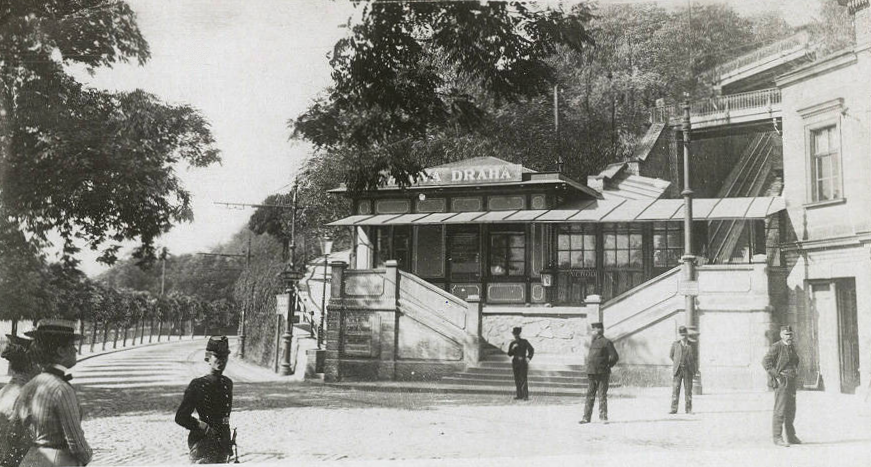
Talstation um 1905

Die Letná-Standseilbahn (tschechisch: Lanová dráha na Letnou oder kürzer Lanovka na Letnou) war eine Standseilbahn, die in der tschechischen Hauptstadt Prag auf den nördlich des Stadtzentrums gelegenen Hügel Letná verkehrte. Wie die Petřín-Standseilbahn 1891 als Wasserballastbahn eröffnet, wurde sie 1903 von František Křižík elektrifiziert. Im Jahre 1916 wurde die Bahn stillgelegt.

## Geschichte

### Bau und Eröffnung
Die Letná-Standseilbahn wurde am 31. Mai 1891 anlässlich der Ausstellung zum Landesjubiläum in Prag zusammen mit den beiden ebenfalls neuen Verkehrsmitteln Petřín-Standseilbahn und Letná-Straßenbahn noch unter der Regie der Doppelmonarchie Österreich-Ungarn unter dem Namen Letná-Drahtseilbahn eröffnet. Sie verband die Prager Innenstadt mit dem höchsten Punkt des Hügels Letná (damals auch bekannt als Letná-Höhe), einem von sieben das Prager Tal umgebenden Hügeln. Die Letná-Standseilbahn wurde wie die im selben Jahr eröffnete Petřín-Standseilbahn als Wasserballastbahn gebaut. Im Gegensatz zur letzteren stand die Letná-Standseilbahn von Anbeginn unter dem Eigentum der Stadt Prag.
Die Bahn besaß eine durchgehend zweigleisige Anlage ohne Ausweichstelle mit einer Spurweite von 1000 mm (Meterspur), wobei jeweils in Gleismitte eine Bremszahnstange nach System Abt installiert war. Letztere Bremshilfe war eine Rarität, da die meisten Bahnen dieser Art mit einer Bremszahnstange nach System Riggenbach gebaut wurden. Die Seilführung erfolgte jeweils zwischen den Bremszahnstangen und den außen liegenden Gleisen auf jeder Seite der getrennt zweigleisigen Anlage mit zum Teil schräg gestellten Rollen. Die Strecke überwand einen Höhenunterschied von 190 m.
Die beiden Fahrzeuge waren denen der Petřín-Standseilbahn ähnlich, jedoch kleiner. Sie besaßen einen an den Seiten verglasten Wagenkasten aus Holz mit vier abgestuften Innenraum-Abteilen und jeweils einer schmalen offenen Plattform an beiden Stirnseiten für den Wagenführer/Bremser.

### Elektrifizierung
Im Jahre 1903 wurde die Bahn vom tschechischen Elektro-Ingenieur František Křižík, dem Erbauer der im selben Jahr 1891 wie die beiden Standseilbahnen mit Wasserübergewichtsantrieb eröffneten Letná-Straßenbahn, nach eigenem System elektrifiziert und auf diese Weise bis zur Stilllegung weiter betrieben. Außer an der Antriebsanlage wurde fast nichts an der Anlage verändert, selbst die Fahrzeuge blieben dieselben.

### Stilllegung

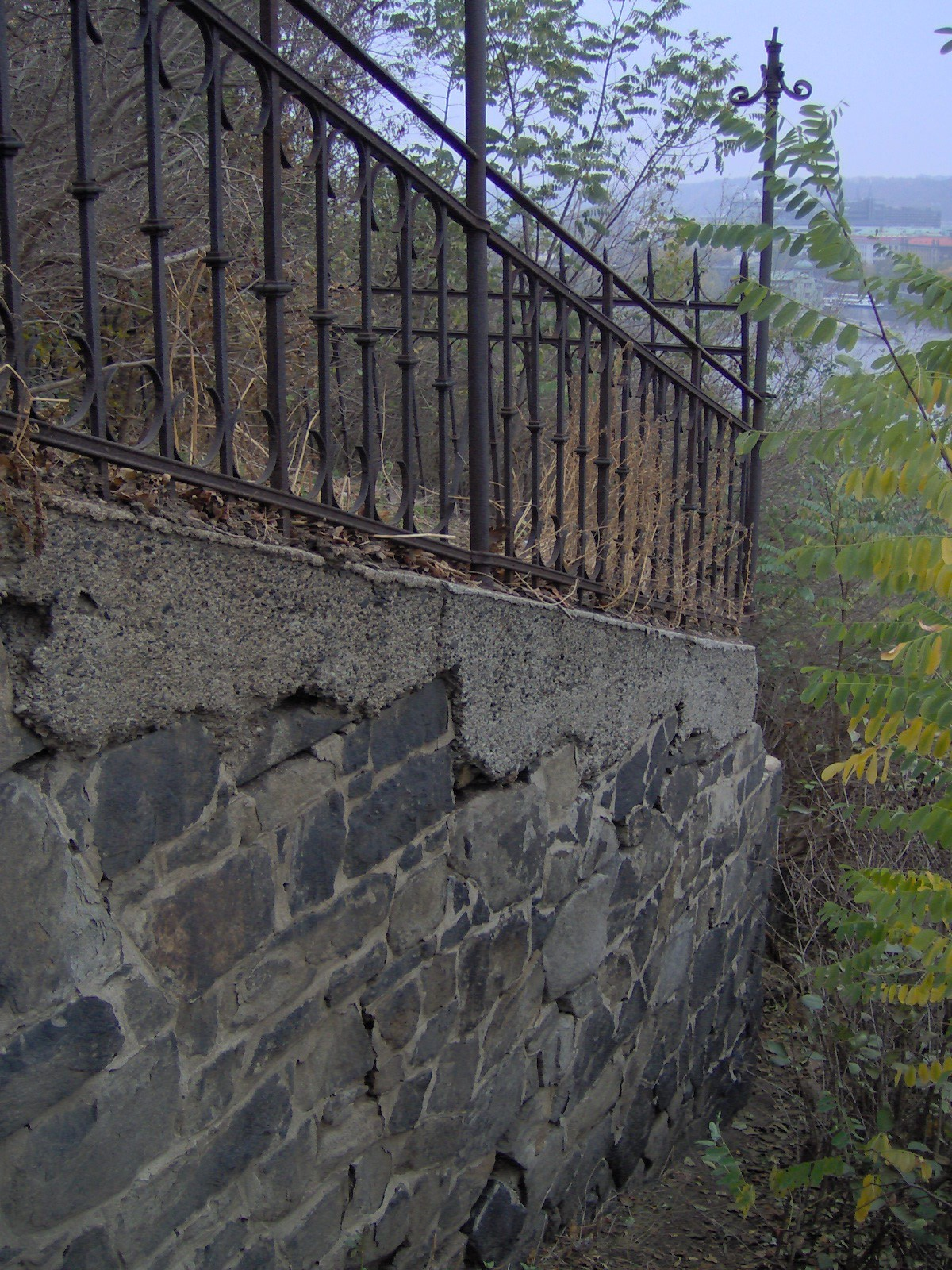
Reste der Bahnanlagen

Der Verkehr wurde im Jahre 1916 wegen des Ersten Weltkrieges bis auf Weiteres eingestellt und auch nach Kriegsende nicht mehr wiederaufgenommen. 1922 wurde die Bahn endgültig für stillgelegt erklärt. Ab 1937, also noch vor dem Zweiten Weltkrieg, erfolgte der Abbau der meisten Anlagen.
Im Jahr 2019 wurden die Reste der oberen Haltestelle von der Stadt Prag zu einem Aussichtspunkt umgebaut. Eine Plakette erinnert an die Bahn.